# ائوناتاتور
ائوناتاتور (نام علمی: Eonatator) نام یک سرده از تیره موساسوریان است.